# Danielle Charbonneau
Danielle Charbonneau, née en 1953 à Prince Rupert en Colombie-Britannique, est une animatrice de radio de la Société Radio-Canada, chroniqueuse et critique de musique et de théâtre canadienne.
Danielle Charbonneau a grandi à New York puis à Ottawa. Elle vit depuis 1986 à Montréal. Elle obtient des diplômes en musique et en littérature comparée à l'université de l'Indiana.
En 1978, elle débute au studio de Radio-Canada à Ottawa. Elle anime ensuite à Montréal la "Chaîne culturelle" qui prendra par la suite le nom d'Espace Musique.
En 1998, elle est devenue la productrice et animatrice de l'émission de musique classique le soir pendant un certain temps, sur "CBC Stéréo" qui termine avec Nightstream. Danielle Charbonneau, s'est jointe à "CBC Radio 2" pour animer une émission de musique classique, "Music for a While". 
Danielle Charbonneau et Catherine Goldschmidt, travaillent pour "Option consommateurs" et réalisent chaque année le guide "Jouets" publié dans le magazine "Protégez-Vous".
À la fin de l'été 2007, Danielle Charbonneau a quitté la radio CBC après presque 30 années de service. 